# Distretto di Sekyere Est
Il distretto di Sekyere Est (ufficialmente Sekyere East District, in inglese) è un distretto della regione di Ashanti del Ghana.